# مارینا متر
مارینا متر (زاده ۱۳۲۱ در تهران) بازیگر فیلم اهل ایران است که در دهه ۱۳۴۰ فعالیت می‌کرد.

## زندگی‌نامه

فیلم الماس ۳۳

وی با نام تولد مارینا مه‌لقا هوپ اپل متر در اوت ۱۹۴۱ برابر با ۱۰ دی ماه ۱۳۲۱ از یک پدر آلمانی و یک مادر ایرانی در تهران متولد گردید. وی تحصیلات خود را در مدرسه ژاندارک تهران در سال ۱۹۵۸ گذراند دوره مدرسه عالی زبان را در سوییس گذراند وی به زبان‌های انگلیسی، فرانسه، آلمانی، روسی و فارسی آشنا است. وی قبل از هنرپیشگی در روزنامه‌های انگلیسی و فرانسه تهران ژورنال و ژورنال دو تهران به عنوان خبرنگار مشغول کار بود. اولین فیلمی که بازی کرد در سال ۱۳۴۵ «الماس ۳۳» بود.

## ازدواج
در ۱۹۶۹ با ولید جنبلاط فرزند کمال جنبلاط سیاستمدار لبنانی ازدواج کرد که مورد مخالفت کمال بود و پس از مدتی جدا شدند.

## فیلم‌شناسی
1. جعفر و گلنار (۱۳۴۹)
2. مردی از جنوب شهر (۱۳۴۹)
3. یاقوت سه چشم (۱۳۴۹)
4. ملعون (۱۳۴۸)
5. آواره‌های تهران (۱۳۴۷)
6. بیگانه بیا (۱۳۴۷)
7. ریکاردو (۱۳۴۷)
8. قوس و قزح (۱۳۴۷)
9. سه جوانمرد (۱۳۴۶)
10. طوفان نوح (۱۳۴۶)
11. هفت شهر عشق (۱۳۴۶)
12. وسوسه شیطان (۱۳۴۶)
13. الماس ۳۳ (۱۳۴۵) نمایش در ۱۳۴۶